# Municipio de Harlem (Dakota del Norte)
El municipio de Harlem (en inglés: Harlem Township) es un municipio ubicado en el condado de Sargent en el estado estadounidense de Dakota del Norte. En el año 2010 tenía una población de 41 habitantes y una densidad poblacional de 0,44 personas por km².

## Geografía
El municipio de Harlem se encuentra ubicado en las coordenadas 46°9′10″N 97°48′41″O / 46.15278, -97.81139. Según la Oficina del Censo de los Estados Unidos, el municipio tiene una superficie total de 93.44 km², de la cual 93,11 km² corresponden a tierra firme y (0,35 %) 0,33 km² es agua.

## Demografía
Según el censo de 2010, había 41 personas residiendo en el municipio de Harlem. La densidad de población era de 0,44 hab./km². De los 41 habitantes, el municipio de Harlem estaba compuesto por el 97,56 % blancos, el 2,44 % eran asiáticos. Del total de la población el 2,44 % eran hispanos o latinos de cualquier raza.